# Ázerbájdžán na Letních olympijských hrách 1996
Ázerbájdžán se účastnil Letní olympiády 1996 v americké Atlantě. Zastupovalo ho 23 závodníků, z toho 20 mužů a 3 ženy, soutěžil v 9 sportech.

## Medailové pozice
| Medaile | Jméno            | Sport | Disciplína               |
| ------- | ---------------- | ----- | ------------------------ |
| Stříbro | Namig Abdullajev | Zápas | Muži volný styl do 52 kg |